# Ghezo
Ghezo o Gezo fue rey de  Dahomey, en el actual Benín, desde 1818 hasta 1858. Ghezo reemplazó a su hermano Adandozan (quien gobernó de 1797 a 1818) como rey a través de un golpe de Estado con la ayuda del traficante de esclavos brasileño Francisco Félix de Sousa. Gobernó el reino durante un período tumultuoso, interrumpido por el bloqueo británico de los puertos de Dahomey para detener el comercio de esclavos en el Atlántico. Con Ghezo el reino de Dahomey finalmente terminó de ser estado tributario del imperio Oyo y también trató con la disidencia y la presión doméstica de los británicos para poner fin al comercio de esclavos. Prometió poner fin al comercio de esclavos en 1852, pero reanudó los comercios de esclavos en 1857 y 1858. Ghezo murió en 1858, posiblemente asesinado, y su hijo Glele se convirtió en el nuevo rey.

## Ascenso al poder
Ghezo fue un hijo rey Agonglo al que, al nacer le pusieron el nombre de Gakpe  y fue un hermano menor de Adandozan. Cuando Agonglo murió, hubo una lucha de sucesión entre sus hijos antes de que Adandozan fuera entronizado. Una tradición oral que se desarrolló durante el gobierno de Ghezo para borrar en gran medida a Adandozan de la historia oficial dice que Adandozan simplemente fue nombrado regente y que se negó a renunciar a favor de Ghezo cuando este tenía la edad suficiente, pero los historiadores generalmente lo dudan.
La información sobre los últimos años de la administración de Adandozan es muy limitada, ya que proporciona solo una comprensión parcial de la situación que resultó en el gobierno de Ghezo. Lo que se sabe es que alrededor de 1818, Adandozan encarceló a Francisco Félix de Sousa, un poderoso traficante de esclavos afro-brasileño, cuando este último exigió el reembolso del dinero prestado a Adandozan. Según se informó, con la ayuda de Nicola d'Olveira, el hijo de la esposa afro-holandesa de Agonglo, De Sousa escapó de la cárcel y se trasladó a Grand-Popo. Mientras estaba en el exilio, De Sousa envió regalos y dinero a Ghezo el cual los usaba para establecer los apoyos necesarios para vencer en un posible desafío al trono. En la publicación  Costumbres anuales de Dahomey de 1818, se dice que Ghezo apareció sosteniendo el tambor de guerra en el palacio y al ver esto, los primeros ministros Migan y Mehu quitaron las sandalias reales de Adandozan y nombraron rey a Ghezo. Es bastante probable que la lucha inicial fuera más violenta de lo que se relaciona en esta historia. De acuerdo con algunas versiones, Ghezo no fue nombrado gobernante en este momento, sino que fue regente, que gobernó hasta que el hijo de Adandozan, Dakpo, tuvo la edad suficiente para gobernar. La historia dice que esto duró hasta 1838 cuando Ghezo nombró a su hijo, el futuro rey Glele como el príncipe heredero, y en ese punto Dakpo y Adandozan libraron una breve pelea dentro de los palacios. La lucha terminó con un incendio que quemó parte de un palacio y mató a Dakpo, haciendo de Ghezo  rey de Dahomey.

## Gobierno
El gobierno de Ghezo fue definido por algunas victorias militares importantes, la disidencia interna y la transformación de la economía del comercio de esclavos. El gobierno de Ghezo es a menudo recordado como uno de los más significativos en términos de reforma y cambio al orden político del reino, aunque parte de esto se atribuye a las reformas que ocurrieron bajo Adandozan, y a Ghezo como parte de la eliminación del gobierno de Adandozan. Además de las victorias militares, la disidencia interna y el comercio de esclavos, a Ghezo también se le atribuye la expansión significativa de las artes y el estatus real de muchos artesanos para mudarse a la capital de Abomey.

### Expansión militar
Su victoria militar más importante fue sobre el empobrecido imperio de Oyo en 1823. Desde 1730, Dahomey había proporcionado un tributo anual al imperio de Oyo y parte de su política económica y militar estaba controlada por los intereses de Oyo. Sin embargo, el imperio de Oyo se había debilitado significativamente durante los 30 años anteriores y, con el ascenso de la jihad islámica al norte en el Califato de Sokoto, el imperio no pudo asegurar su tributo a Dahomey. A principios de la década de 1820, Ghezo se negó a pagar el tributo anual a Oyo. Oyo y Dahomey lucharon en una pequeña guerra a principios de la década de 1820, pero la violencia se intensificó en 1823 cuando Oyo envió un embajador para exigirle tributo y Ghezo lo mató. Oyo respondió organizando una fuerza formada por el Mahi y otras fuerzas regionales para atacar a Dahomey. Ghezo derrotó a estas fuerzas en una batalla cerca de Paouingnan. Posteriormente Oyo envió una fuerza más grande, compuesta por 4000 hombres con una caballería y acampó cerca del pueblo de Kpaloko. Ghezo derrotó a esta fuerza organizando un ataque nocturno del que resultó la muerte del líder de Oyo, Ajanaku, y fue la causa que las tropas de Oyo se retiraran.
Aunque la victoria sobre Oyo fue importante, otros enfrentamientos militares fueron menos efectivos en los primeros años del reinado de Ghezo. Sufrió pérdidas para el pueblo Mahi al norte de Dahomey y no pudo asegurar suficientes individuos para satisfacer las demandas de esclavos, lo que lo llevó a vender a los ciudadanos de Dahomey, una decisión bastante impopular.
Con la reducción adicional del poder de Oyo en la región, Ghezo fue más capaz de expandirse militarmente contra los mahi y los gbe al suroeste de Dahomey después de mediados de la década de 1820. Después de las victorias en estas áreas, Ghezo enfocó el poder militar en una región que había estado entre el imperio Oyo y Dahomey y había sido el objetivo de una importante redada de esclavos. Después de algunas victorias importantes en esta área por parte de Dahomey, se fundó la ciudad de Abeokuta  como un refugio seguro para que las personas estuvieran libres de asaltos para la captura de esclavos en una ubicación fácilmente defendible. En la década de 1840, Abeokuta se había convertido en una potencia importante en el área y las guerras entre Abeokuta y Dahomey se volvieron regulares.
En 1849-50, el oficial naval británico Frederick E. Forbes realizó dos misiones a la corte del rey Ghezo «en un intento fallido de convencerlo de que termine su participación en el comercio de esclavos».
En 1851, Ghezo organizó un ataque directo a la ciudad de Abeokuta, pero no tuvo éxito. Ghezo suspendió las operaciones militares a gran escala cuando terminó el comercio de esclavos en 1852. Sin embargo, hacia 1858, una facción conservadora presionó a Ghezo para comenzar nuevamente operaciones militares a gran escala con un asalto a Abeokuta para que lo siguiera. Es posible que esta guerra renovada entre los dos estados condujera a la muerte de Ghezo, con algunas fuentes que afirman que Abeokuta pagó por un asesinato de Ghezo, si bien otras fuentes no están de acuerdo.
Se le atribuye a Ghezo la formación de las amazonas Dahomey como una fuerza de combate de guerra real. Aunque la guardaespaldas femenina para el rey había existido para muchos otros reyes, Ghezo se afirma a menudo como el rey que las transformó en una fuerza para la batalla. La historiadora Edna Bay sostiene que esto puede haber sido el resultado de la necesidad de obtener el apoyo de la guardia de palacio femenina después de que se opusieran al golpe de Ghezo contra Adandozan. Ghezo hizo esto elevando el estatus de las guardias, proporcionándoles uniformes, dándoles armas adicionales y convirtiéndolas en una parte crucial de la política de guerra.

### Disidencia interna
La disidencia doméstica fue un problema importante durante el reinado de Ghezo con diferentes fuerzas que disputaron su gobierno. Inicialmente, después del golpe contra Adandozan, Ghezo tuvo que asegurarse el apoyo de varias personas diferentes que lo ayudaron a llevarlo al poder. Aunque inicialmente se había presentado a sí mismo como capaz de restaurar las prácticas militaristas de Dahomey, lo que argumentaba que Adandozan no podía hacer, las primeras pérdidas en su reinado con el Mahi lo hicieron muy impopular. Incluso se informó que en 1825, ofreció devolver a Adandozan al poder, pero Adandozan se negó, con la esperanza de un levantamiento popular contra Ghezo.
Para asegurar el apoyo de diferentes personas poderosas, Ghezo proporcionó a muchos de ellos posiciones importantes. Para asegurarse el apoyo de otros príncipes, nombró a dos de sus hermanos como Migan y Mehu y les dio beneficios en posiciones hereditarias que podrían pasar a sus hijos. Dado que de Sousa fue de crucial importancia en el ascenso de Ghezo al poder, nombró a De Sousa la Chacha en Whydah, una posición tal que sería el principal funcionario de comercio en ese puerto y que también se pasaría al hijo de De Sousa. Como un golpe simbólico contra el legado de Adandozan, Ghezo nombró a Agontime su Kpojitoo reina-madre, un importante puesto en el Reino de Dahomey. Agontime fue esposa de Agonglo, y a veces se decía que era la madre de Ghezo, que fue vendida como esclava cuando Adandozan llegó al poder porque ella apoyaba a una rival del trono. Según algunas versiones, Ghezo pudo asegurar su liberación desde Brasil y traerla de vuelta al reino, aunque la evidencia de esto no está clara.
Cuando la finalización   del comercio de esclavos se convirtió en el tema crucial en las décadas de 1840 y 1850, se desarrollaron dos facciones distintas que el historiador John C. Yoder ha llamado las fiestas del Elephant y el Fly .  Ghezo era el jefe de la facción Elephant que apoyaba la oposición a las demandas británicas para poner fin al comercio de esclavos y fue apoyado por funcionarios clave y los representantes de De Sousa. La facción Fly, por el contrario, apoyaba terminar con el comercio de esclavos y acomodar las demandas británicas. La facción Fly se hizo más poderosa con el bloqueo naval británico de 1852 y Ghezo finalmente acordó poner fin al comercio de esclavos; sin embargo, la facción del Elefant y los intereses de la familia de Souza siguieron siendo importantes durante el resto de su reinado. El historiador Robin Law cree en gran medida que las facciones de élite de Ghezo se desarrolló en 1856 cuando redujo el comercio de esclavos. En ese año se formó una facción para la reanudación del comercio de esclavos, encabezada por Migan y Yovogan, gobernador de Whydah, que empujó a Ghezo a reanudar el comercio en 1857.
Una forma adicional en que Ghezo mantuvo el apoyo interno fue alargando el ciclo de la ceremonia en la década de 1850 con adiciones a las Costumbres anuales de Dahomey, incluida una ceremonia para el comercio de aceite de palma, una para celebrar el tributo final al imperio Oyo y otra dedicada al propio Ghezo, pero a la época en que era príncipe.

## Comercio de esclavos
Según Frederick Forbes, Ghezo era «un monarca cuya existencia depende completamente en la trata de esclavos y cuyo único empeño es vender más esclavos cada año que el anterior».  Como parte de la campaña británica para abolir la esclavitud, el gobierno británico comenzó a ejercer una presión significativa sobre Ghezo en la década de 1840 para poner fin al comercio de esclavos en Dahomey. Ghezo respondió:
«El comercio de esclavos es el fundamento de mi pueblo. Es la fuente y la gloria de su riqueza... las madres arrullan a los niños con triunfales canciones de cuna acerca de nuestro vencido enemigo reducido a la esclavitud»
 Ghezo añadió que no podía terminar el comercio de esclavos debido a la presión interna y en su lugar propuso una expansión del comercio de aceite de palma. Su apoyo interno también cambió con el poder decreciente de Francisco Félix de Sousa y su muerte en 1849. El intento de compromiso con el comercio de aceite de palma no pudo mantenerse después de la derrota de Dahomey contra Abeokuta y el establecimiento de un bloqueo naval británico en los puertos de Dahomey en 1851. En enero de 1852, Ghezo firmó un acuerdo, junto con el Migan y el Mehu, con los británicos. El acuerdo especificaba que Ghezo debía terminar el comercio de esclavos de Dahomey. Los británicos creían que Ghezo nunca implementó las disposiciones de este tratado, aunque creía que sí cumplía deteniendo el comercio de esclavos a través de los puertos de Dahomey, si bien permitía que los esclavos fueran intercambiados de Dahomey a otros puertos y luego vendidos para el comercio de esclavos.
La disminución en el comercio de esclavos dio lugar a reformas adicionales durante los últimos años del gobierno de Ghezo. Redujo significativamente las guerras y las incursiones a la caza de esclavos en el reino y en 1853 le dijo a los británicos que redujo la práctica del sacrificio humano en la «Costumbres anuales de Dahomey», sobre todo el sacrificio final de los prisioneros de guerra y solo sacrificando criminales condenados. Sin embargo, estas posiciones se invirtieron dramáticamente en 1857 y 1858 cuando Ghezo se volvió hostil a los británicos; revivió el comercio de esclavos a través del puerto de Whydah, y en 1858 atacó a Abeokuta. El ataque contra Abeokuta fue aparentemente resistido por Ghezo, pero hubo una presión doméstica tan significativa para realizar el ataque que permitió que este sucediera.

## Muerte y sucesión
Los detalles de la muerte de Ghezo son diferentes dependiendo de la fuente histórica. Se afirma que a principios de la década de 1850 se hizo una profecía de que si Ghezo atacaba la ciudad de Ekpo, bajo el control de Abeokuta, moriría como resultado. Esto puede explicar su resistencia a la guerra contra ellos en 1858. En cualquier caso, murió poco después de la campaña en 1858. Se han sugerido varias causas de muerte, incluido el envenenamiento por sacerdotes de Dahomey molestos por el final del sacrificio humano, viruela, muerte en batalla, y asesinato por un francotirador contratado por Abeokuta.
Durante los últimos años de su vida, su heredero Glele se convirtió en el líder de la facción conservadora que quería la reanudación de la trata de esclavos. Glele era el heredero oficial, pero no era el hijo mayor; fue desafiado en su intento de gobernar y fue apoyado por la facción conservadora. Muchas de las reformas intentadas por Ghezo fueron parcialmente socavadas por Glele, que comenzó en cierta medida el comercio de esclavos, la guerra y el sacrificio humano.
La noticia de su muerte fue publicada en los periódicos estadounidenses, con informes que indicaban que 400 cautivos fueron asesinados en honor a él.

## Cultura popular
Ghezo aparece en la novela Flash for Freedom! escrita por George MacDonald Fraser. También se lo menciona en la novela histórica «Segu», que menciona una profecía que dice que moriría de viruela.